# IC 2703
IC 2703 је патуљаста галаксија у сазвјежђу Лав која се налази на листи објеката дубоког неба у Индекс каталогу.
Деклинација објекта је + 17° 39' 0" а ректасцензија 11h 18m 5,1s. Привидна величина (магнитуда) објекта IC 2703 износи 15,0 а фотографска магнитуда 15,6. IC 2703 је још познат и под ознакама MCG 3-29-26, CGCG 96-25, NPM1G +17.0343, PGC 34536.